# 工藤一記

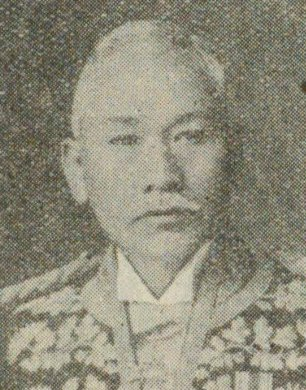
工藤一記

工藤 一記（くどう かずき、嘉永6年7月3日（1853年8月7日） - 昭和10年（1935年）5月6日）は、日本の宮内官僚、教育者。宮中顧問官。

## 経歴
岡藩士飯倉九郎太の三男として生まれ、工藤祐寿の養子となった。1873年（明治6年）、大阪師範学校を卒業。1876年（明治9年）より華族学校の設立準備に関わり、翌年の成立とともに教師兼主事を務めた。さらに1884年（明治17年）からは華族女学校の設立準備にあたった。1885年（明治18年）、華族学校が宮内省所管の学習院となるとともに、学習院・華族女学校の教授・幹事を務めた。
1902年（明治35年）、宮内省文事秘書官に転じ、爵位局御用掛を兼ねた。帝室会計局主事・審査官を経て、宮内事務官として宗秩寮に勤務した。1918年（大正7年）、宮中顧問官に任じられた。その他に山階宮・賀陽宮宮務監督を務めた。

## 栄典
- 1918年（大正7年）7月10日 - 正四位[3]